# Надвірнянський район (1940—2020)
Надвірня́нський райо́н — колишній район України у центральній частині Івано-Франківської області. Районний центр: місто Надвірна. Населення становить 115 135 (на 1 серпня 2013). Площа району 1293,6 км². Район утворений 1940 року. Південно-західна частина розміщена у межах Українських Карпат (гірські масиви Ґорґани та Покутсько-Буковинські Карпати). На території району розміщені селища міського типу Битків, Делятин, Ланчин та 43 сільські населені пункти. Основні річки — Бистриця-Надвірнянська, Прут, Ворона. Площа лісів — 82600 га.

## Географія

### Розташування
Район розташований у південно-західній частині Івано-Франківської області, у межах Бориславсько-Покутської зони Передкарпатського прогину. Південна частина району розташована в Передкарпатті. Південно-західна частина розміщена у межах Українських Карпат (гірські масиви Ґорґани та Покутсько-Буковинські Карпати) та межує з Закарпатською областю, яку відмежовують Полонинсько-Вододільний та Чорногірський хребти.
На південному сході Надвірнянський район межує з Верховинським районом Івано-Франківської області. Східними сусідами є Косівський та Коломийський райони, північним — Тисменицький район, північно-західним — Богородчанський район.
Відстань між крайніми північною та південною точками становить приблизно 75 км, між крайніми західною і східною точною приблизно 50 км, тобто район більше видовжений в меридіальному напрямку.

### Мінерально-сировинні ресурси
У районі є значні поклади корисних копалин: нафти і газу, калійних і кухонних солей, будівельного каменю та іншої сировини для виробництва будівельних матеріалів. Найвагомішим в структурі корисних копалин є нафтогазові родовища, з яких в середньому в рік добувається понад 160 тис. тонн нафти і 200 млн м³ газу. В останній період визначені перспективи виявлення промислових покладів нафти на Любіжнянському та Микуличинському родовищах.
Надвірнянщина має значні запаси сировини для виробництва будівельних матеріалів. Це стосується Надвірнянського, Гаврилівського, Добротівського, Ліснотарновицького глиняних родовищ, які є сировиною для будівельної і грубої кераміки, Пасічнянського родовища будівельного каменю, Ланчинського, Назавизівського і Ліснотарновицького родовищ піщано-гравійних матеріалів.
Виявлені понад 10 джерел соляних і мінеральних вод. З урахуванням відмінних природно-рекреаційних умов району повинні дати новий поштовх в розвиток оздоровчо-туристичних закладів.

### Клімат
Надвірнянський район міститься у Карпатському агрокліматичному районі вертикальної зональності. Різноманітність кліматичних умов території району визначається рельєфом, лісовими масивами і зонально-провіційним розташування, яке залежить від висоти над рівнем моря. Клімат є перехідним від західноєвропейського до більш континентального східноєвропейського. Пересічна температура січня від −4,30 до −7,60 С. Період з температурою повітря понад +10 становить 83—160 днів. Опади становлять 879 мм на рік. Найбільше їх випадає у червні-липні. Середня висота снігового покрову 24 см.

### Гідрографія

#### Водоспади

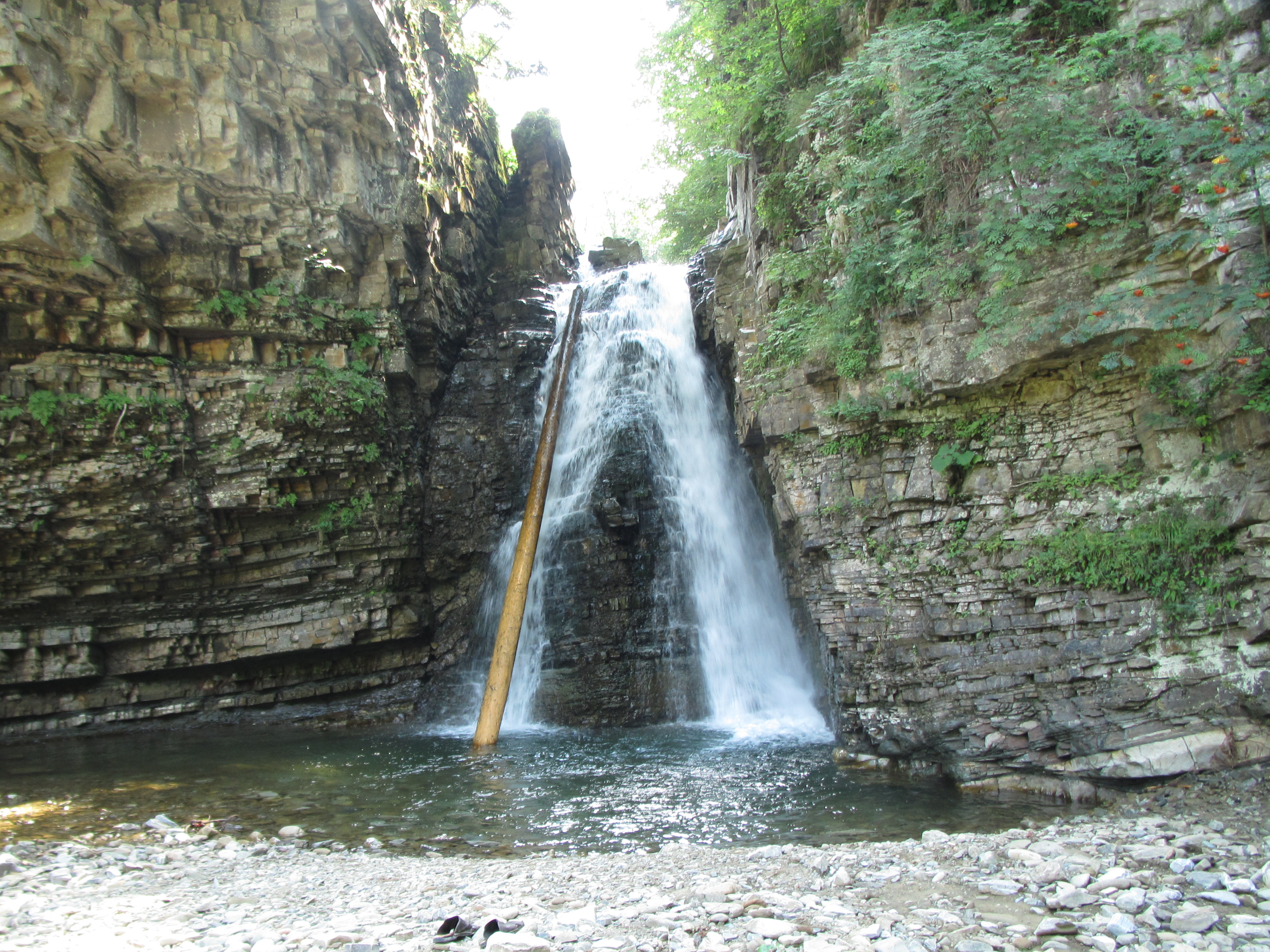
Бухтівецький водоспад
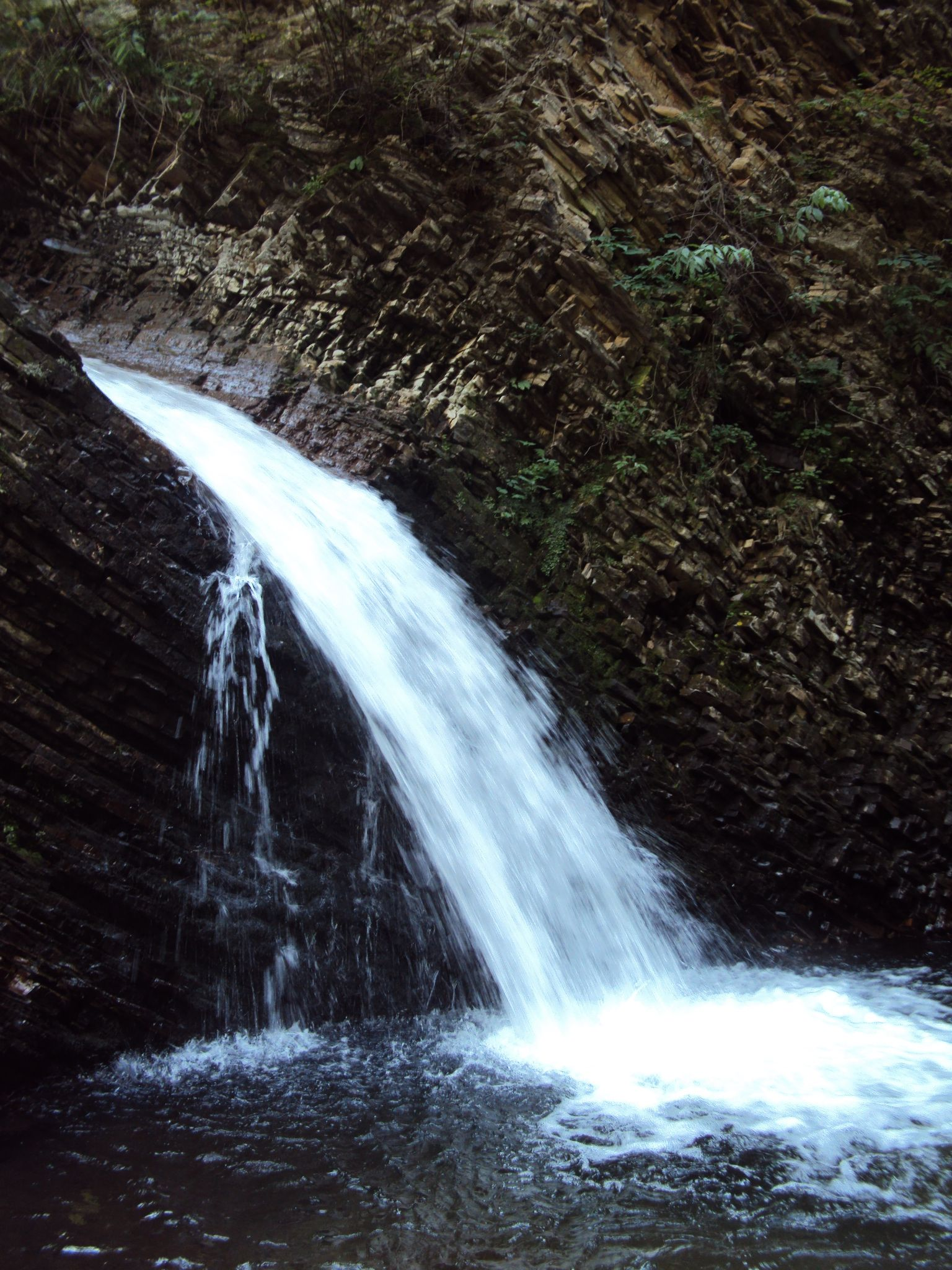
Черниківський

- Бухтівецький Верхній
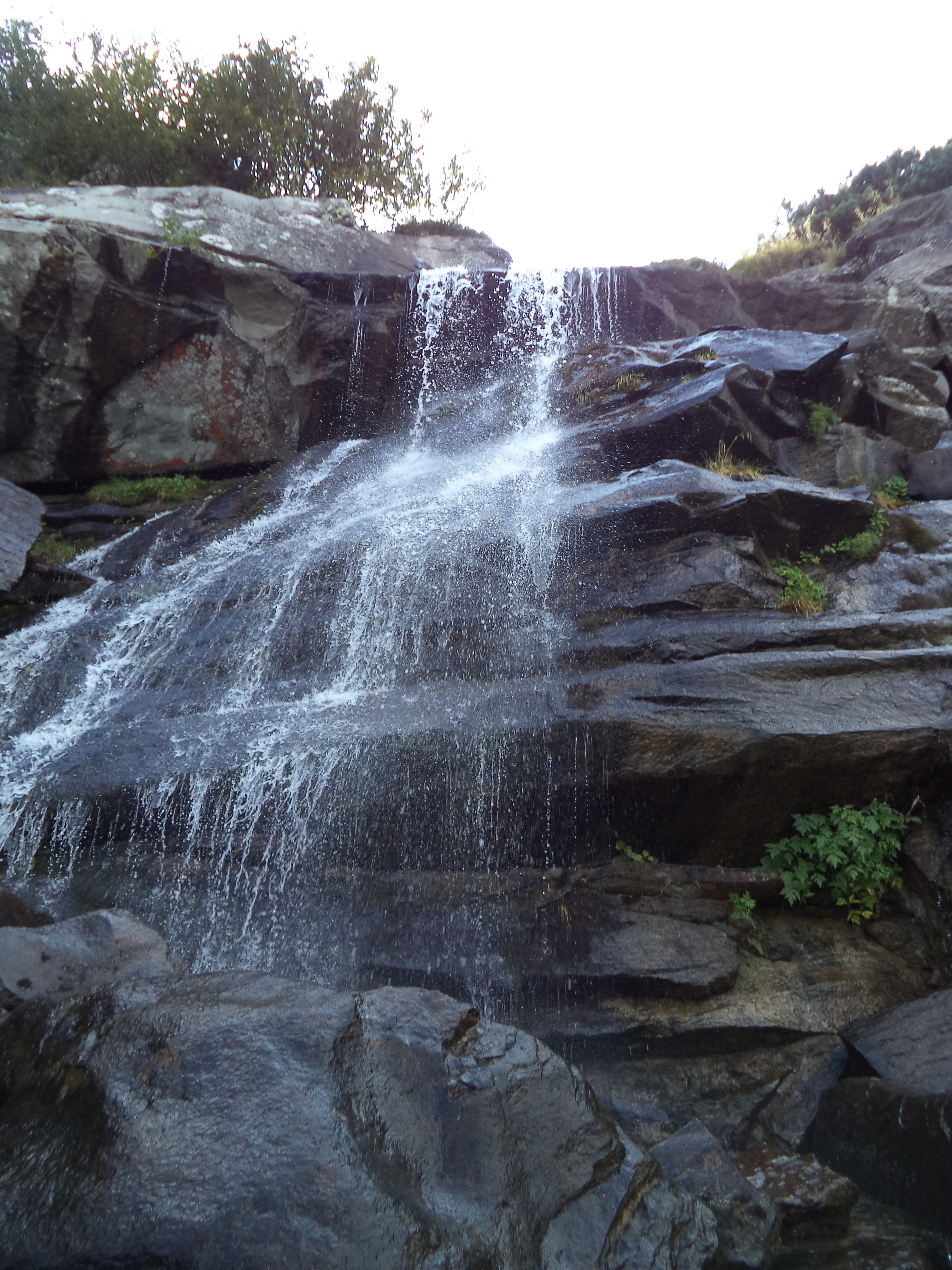
Черниківський водоспад
- Прутський водоспад
Дзвінка
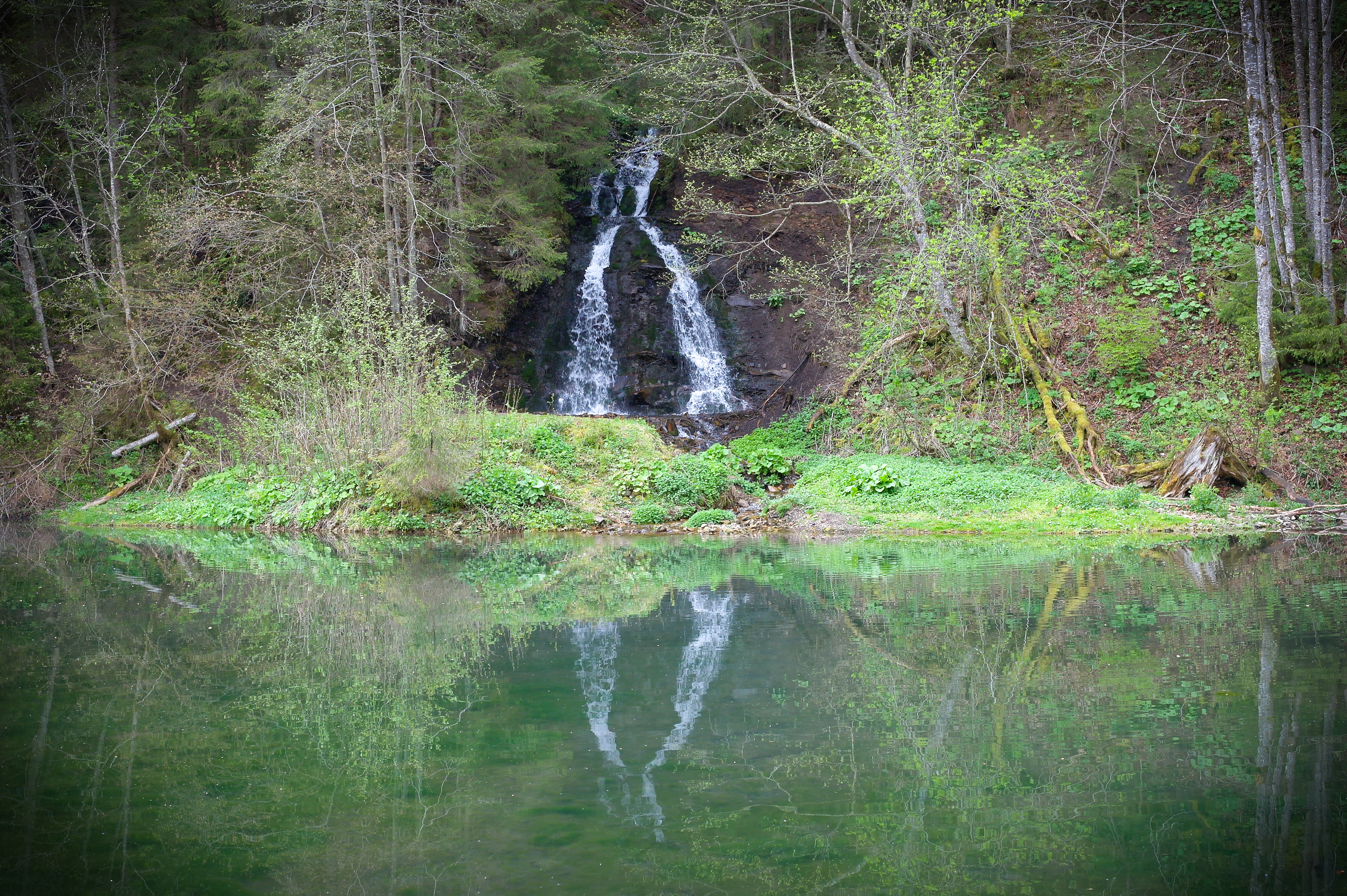
Салатручіль
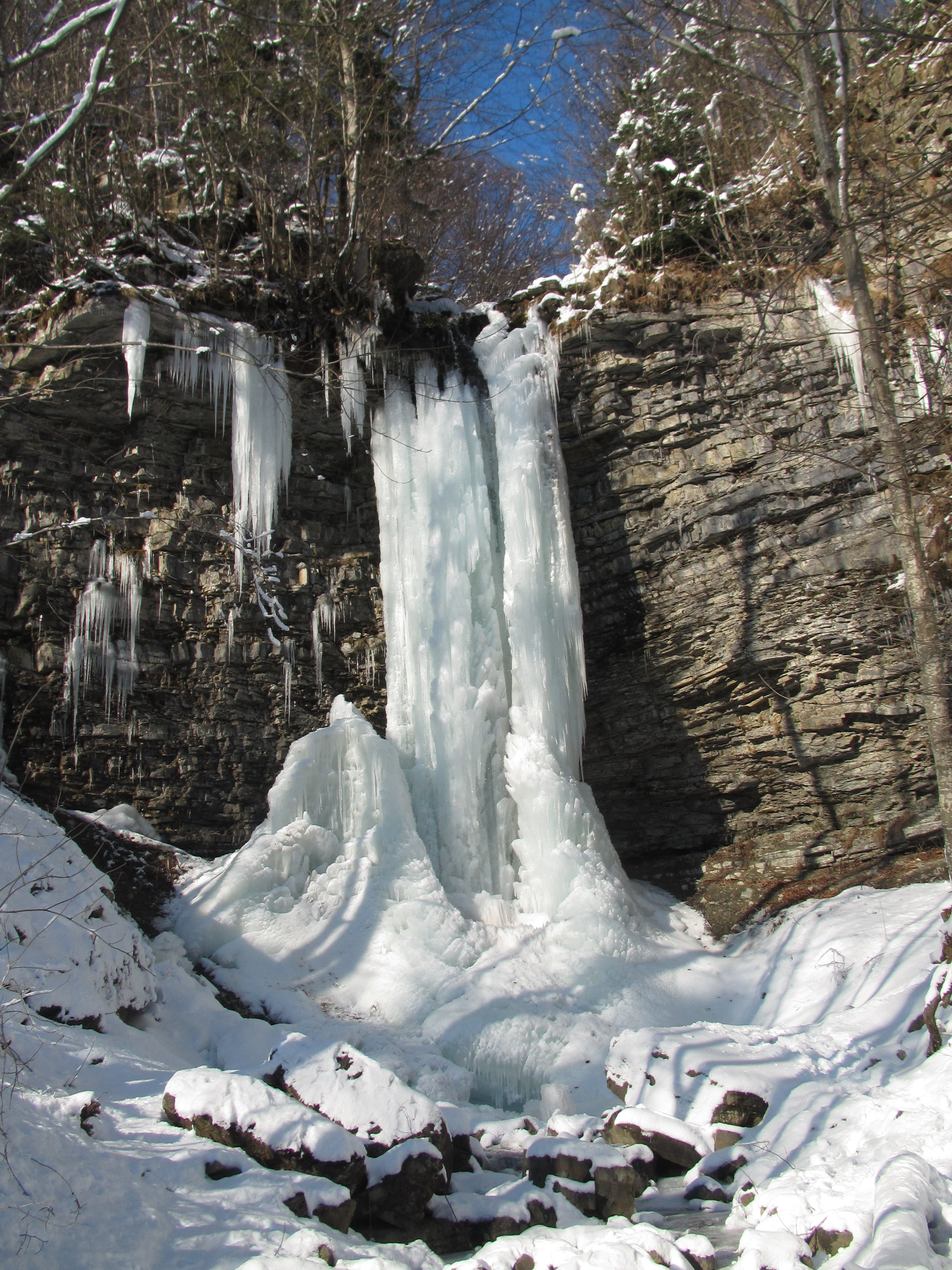
Крапельковий водоспад
- Кудринець
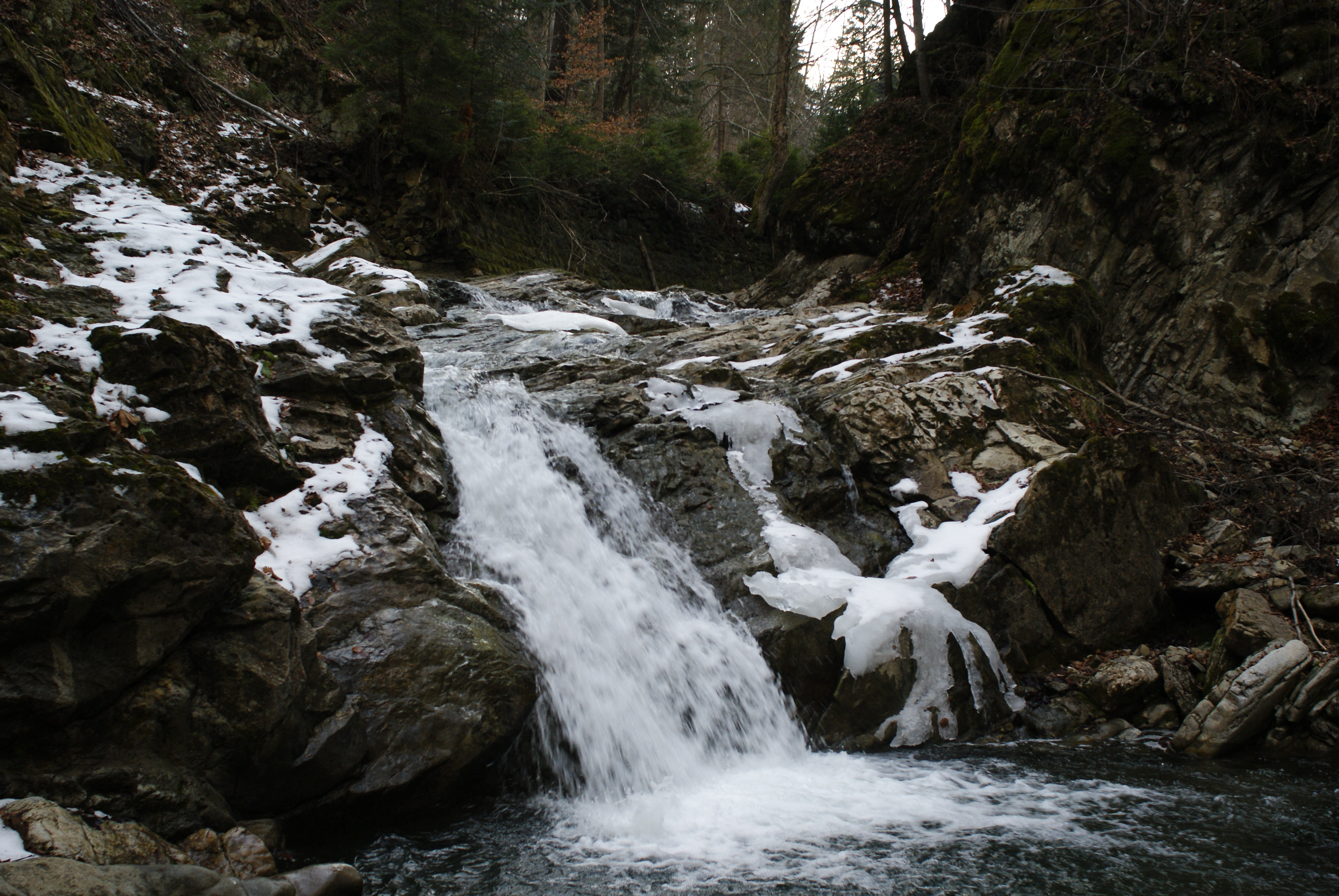
Любіжнянський Гук
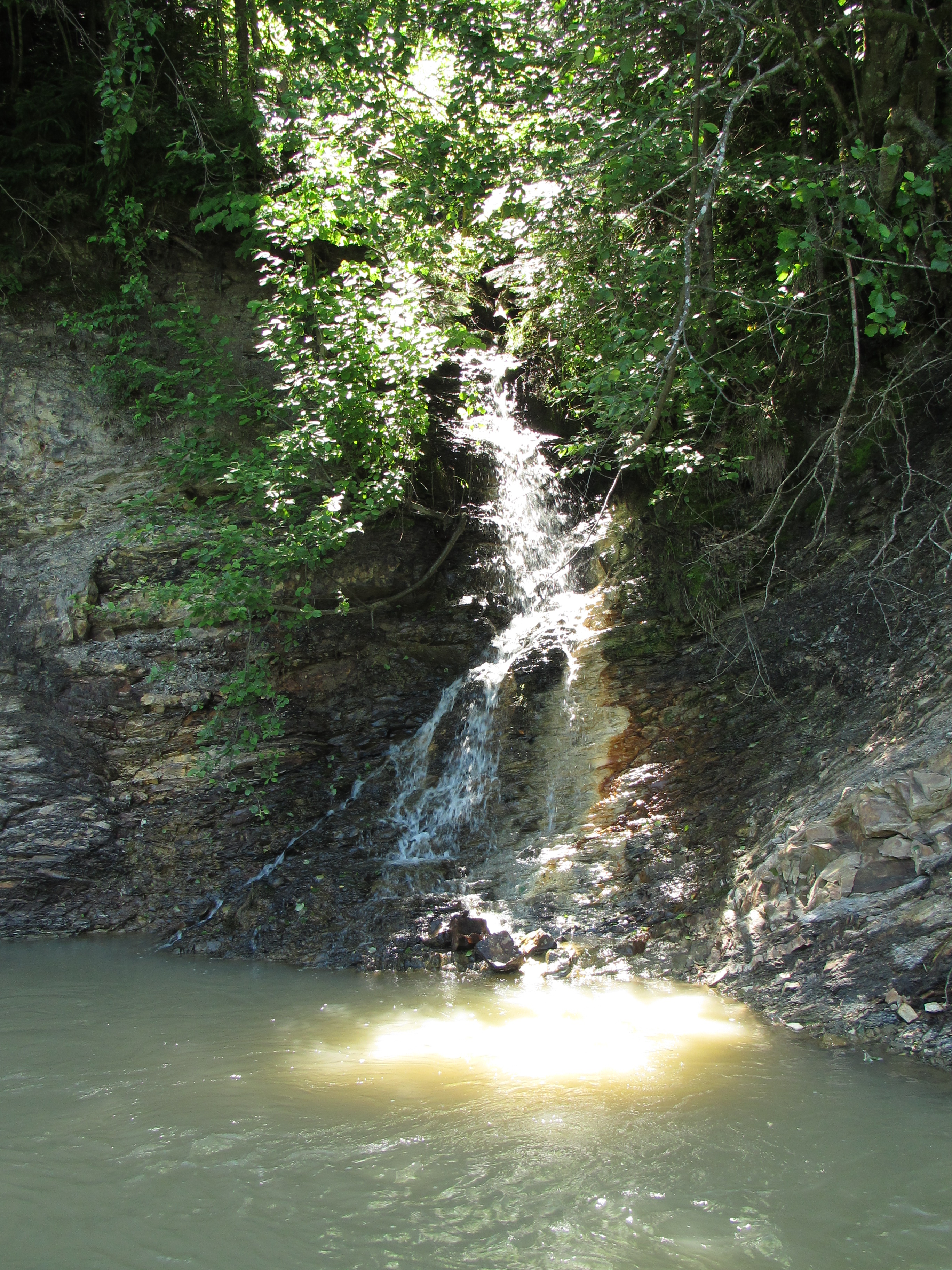
Любіжнянський Гук малий
- Розтока
- Розтока Нижній
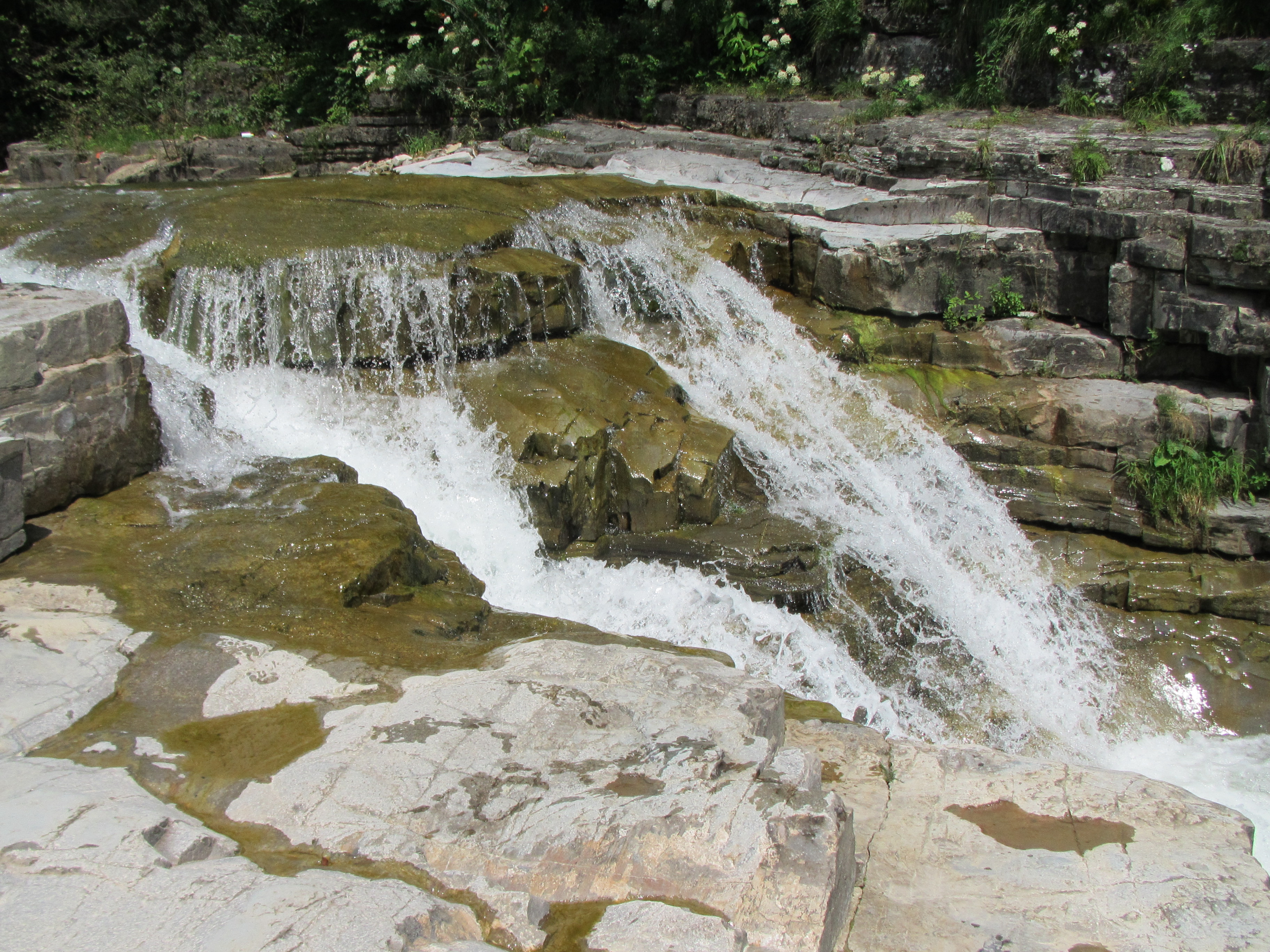
Бухтівецько-Бистрицький
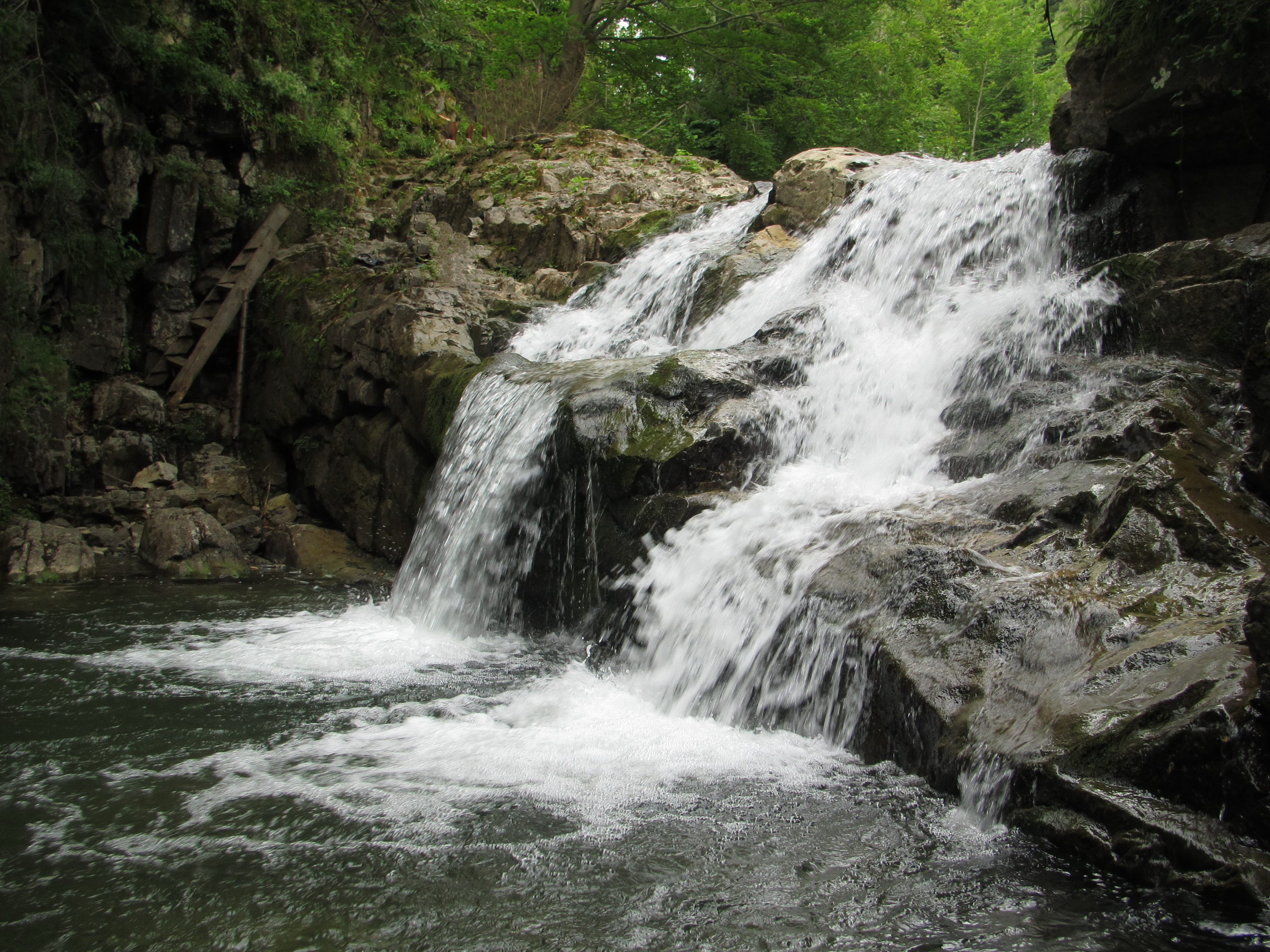
Розтока
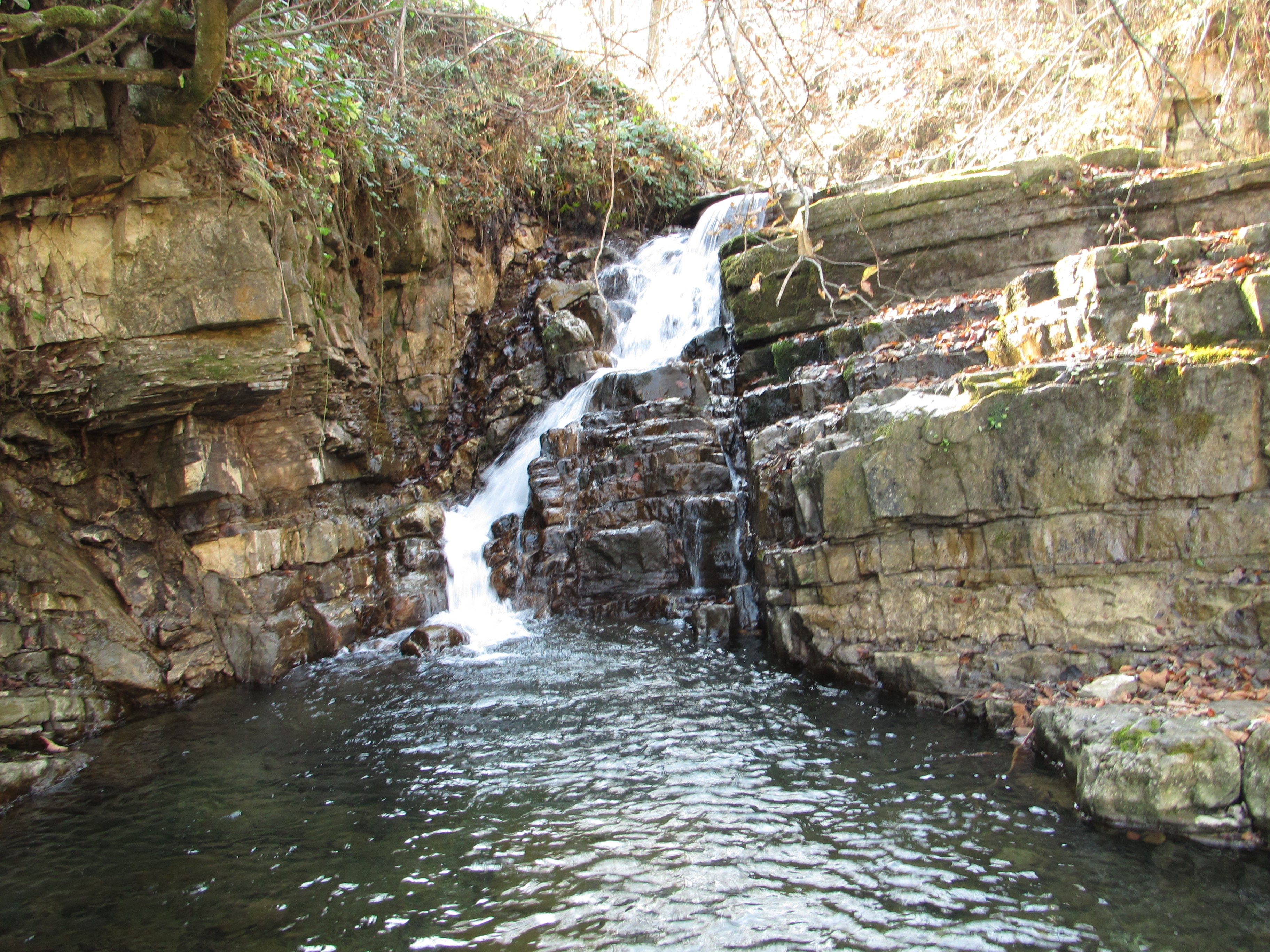
Бухтівецький Верхній
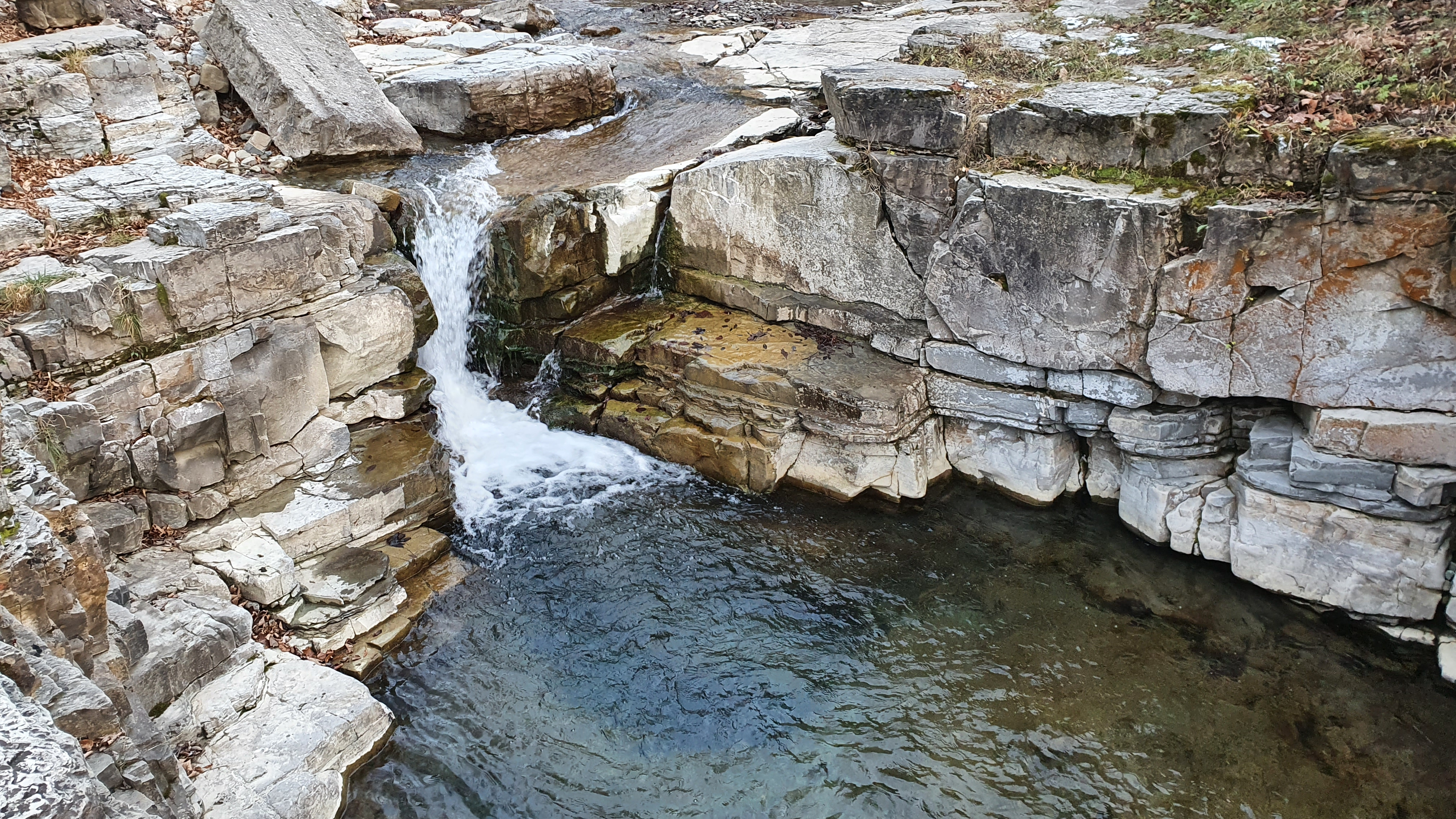
Розтока Нижній
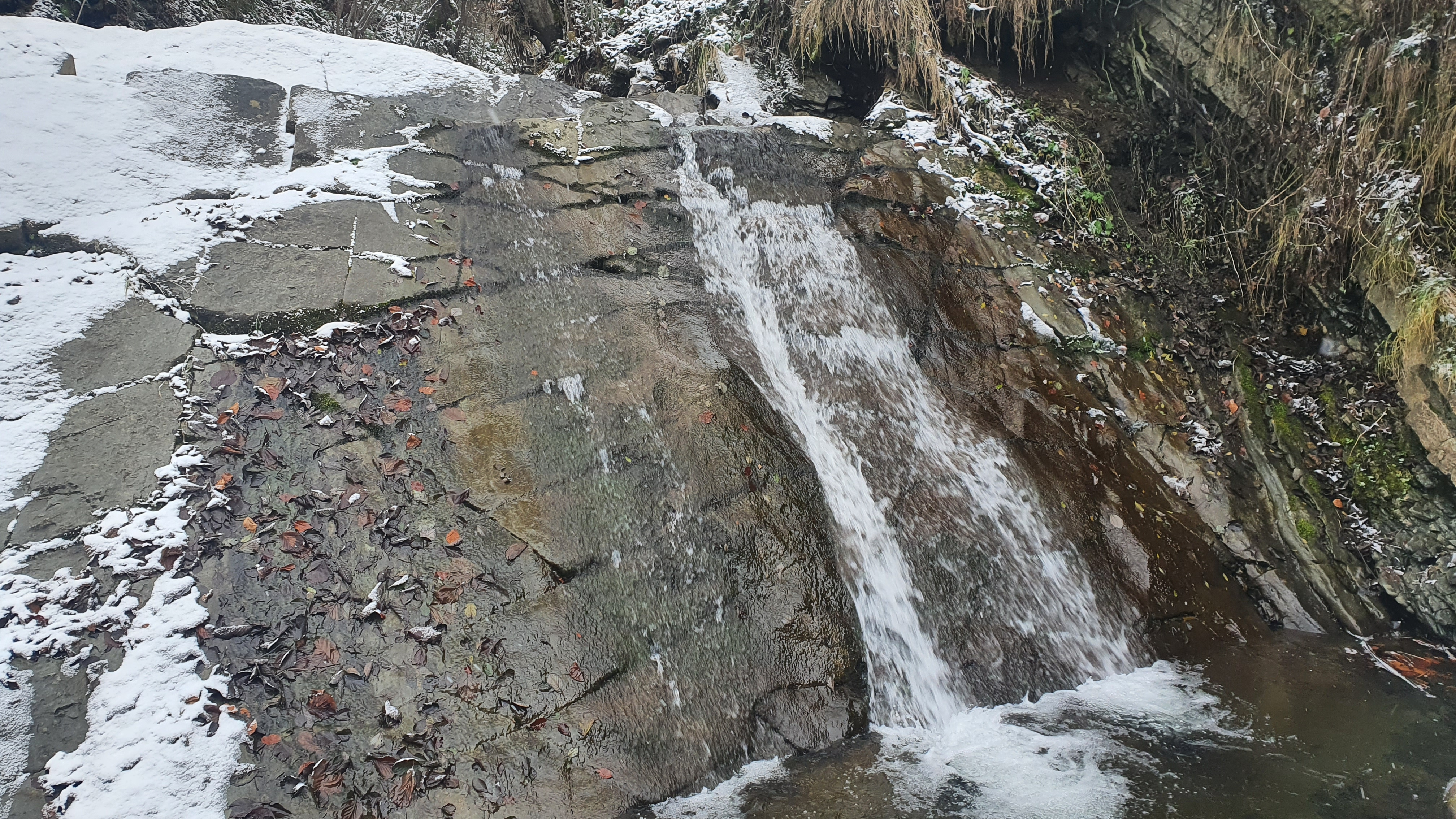
Битківчик
- Зелениця
Крутіж

- Бухтівецький водоспад
- Черниківський
- Прутський водоспад
- Дзвінка
- Салатручіль
- Крапельковий водоспад
- Любіжнянський Гук
- Любіжнянський Гук малий
- Бухтівецько-Бистрицький
- Розтока
- Бухтівецький Верхній
- Розтока Нижній
- Битківчик
- Крутіж

### Флора
Надвірнянський район має значні запаси лісових ресурсів. Тут здійснюють господарську діяльність два державних лісогосподарських підприємства Надвірнянський, Делятинський держлісгоспи, Надвірнянський спеціалізований агролісгосп та Державний природний заповідник «Ґорґани». Загальна площа лісових масивів становить 82,6 тис. га, що становить 63,8 відсотки території району.
Ліси розміщені переважно в гірських Карпатах на стрімких крутосхилах і відіграють переважно захисну роль. Вододільний масив Ґорґан складається з кількох паралельних хребтів. Ліси першої групи, тобто ті, що виконують захисну функцію, становлять 46,9 відсотків; ліси першої групи, які мають лісопромислове значення, становлять 45,7 відсотків. Розкинулись вони на висотах від 400 до 1760 метрів над рівнем моря. Території лісгоспів розміщені в басейні річки Пруту, що бере початок з Чорногори і впадає в річку Дунай, та річки Бистриці, яка впадає в Дністер.
Основними лісовідтворюючими породами є: ялина, ялиця, сосна, бук, дуб, трапляються сосна кедрова, береза, явір, граб, ясен. За породною структурою лісів хвойні насадження займають 74,7 відсотків, твердолистяні — 20,6 відсотки, м'ягколистяні — 2,7 відсотки, решта — чагарники — 2 відсотки. Загальний запас деревостанів 18,5 млн кубометрів. Середній запас деревини на одному га вкритих лісовою рослинністю земель становить 273 кубометрів, у тому числі в стиглих і перестиглих лісах 364 кубометри. У букових перелісках окремі ділянки мають запас 700 кубометрів.
Середній приріст насаджень у рік становить 4,6 кубометрів з 1 га, а розмір користувань на 1 га лісових земель становить 1,1 кубометра ліквідної деревини.

### Природоохоронні території та об'єкти
- Ботанічний заказник «Кливський».
- Природні ліси ялиці білої віком понад 100 років у передгір'ях Карпат.
- Ботанічний заказник «Тавпиширківський».
- Високогірні смерекові ліси з домішкою сосни гірської та на верхній межі лісу — сосни кедрової європейської.
- Лісовий заказник «Бредулецький». Один із найбільших в Українських Карпатах масивів реліктового виду — сосни гірської на висоті 900—950 м над рівнем моря.
- Комплексна пам'ятка природи загальнодержавного значення «Верхнє Озерище». Гірська котловина з високогірними карпатськими пралісами та субальпійськими луками, смерекові ліси з домішками бука й сосни гірської.
- Дендропарк «Високогірний» біля с. Бистриця.
- Мінеральне джерело, урочище Рафайловець Бистрицького лісництва (сірководнева вода).

## Історія
До стародавніх поселень належать: с. Лоєва (1497 р.), с. Красна (1445 р.), с. Назавизів (1479 р.), с. Перерісль (1485 р.), с. Пнів (1482 р.), с.Тисменичани (1437 р.).
Район утворений 17 січня 1940 року з трьох складових Надвірнянського повіту: міста Надвірна і сільських ґмін Пнів і Зелена.

#### Адміністративний поділ станом на 1 вересня 1946 року[1]
- Надвірнянська міська рада
  - місто Надвірна
- Битківська селищна рада
  - селище Битків
- Бистрицька сільська рада
  - село Бистриця
- Зеленська сільська рада
  - село Зелена
  - хутір Зелениця
  - хутір Максимець
  - хутір Черник
- Лоївська сільська рада
  - село Лоєва
- Назавизівська сільська рада
  - село Назавизів
  - хутір Заріччя
  - хутір Надбережжя
- Пасічнянська сільська рада
  - село Пасічна
  - хутір Бухтивель
  - хутір Козирки
  - хутір Майдан
  - хутір Постоята
  - хутір Соколовиця
- Пнівська сільська рада
  - село Пнів
  - хутір Битківчик
  - хутір Білозерина
  - хутір Нетреба
- Стримбівська сільська рада
  - село Стримба

У 1946 рр. начальник РВ НКВС Шлямо Іван Андрійович за вбивство невинного підлітка був переведений на посаду директора управління ринків м. Станіслава.
Площа його території становить 1293,6 км².
У вересні 1977 року з території Надвірнянського району були вилучені території, які належали до 2020 року Яремчанській міській раді.
Івано-Франківська обласна Рада рішенням від 15 листопада 1995 року з Богородчанського району передала Молодківську сільраду до складу Надвірнянського району.

## Адміністративний устрій
Адміністративно-територіально район поділяється на 1 міську раду, 3 селищні ради та 27 сільських рад, які об'єднують 47 населених пунктів і підпорядковані Надвірнянській районній раді. Адміністративний центр — місто Надвірна.

## Населення
Розподіл населення за віком та статтю (2001):
| Стать | Всього | До 15 років | 15-24 | 25-44  | 45-64  | 65-85 | Понад 85 |
| --- | ------ | ----------- | ----- | ------ | ------ | ----- | -------- |
| Чоловіки | 54 141 | 13 332      | 8752  | 16 754 | 10 241 | 4910  | 152      |
| Жінки | 59 136 | 12 539      | 8544  | 16 351 | 12 652 | 8578  | 472      |
| \| Статево-вікова піраміда \| Статево-вікова піраміда \| Статево-вікова піраміда \| \| ----------------------- \| ----------------------- \| ----------------------- \| \| Чоловіки \| Вік \| Жінки \| \| 152 \| 85 + \| 472 \| \| 277 \| 80-84 \| 781 \| \| 751 \| 75-79 \| 1800 \| \| 1733 \| 70-74 \| 2702 \| \| 2149 \| 65-69 \| 3295 \| \| 2335 \| 60-64 \| 3497 \| \| 1984 \| 55-59 \| 2579 \| \| 2654 \| 50-54 \| 3189 \| \| 3268 \| 45-49 \| 3387 \| \| 4302 \| 40-44 \| 4286 \| \| 3974 \| 35-39 \| 3963 \| \| 4154 \| 30-34 \| 3950 \| \| 4324 \| 25-29 \| 4152 \| \| 4236 \| 20-24 \| 4156 \| \| 4516 \| 15-20 \| 4388 \| \| 4866 \| 10-14 \| 4629 \| \| 4639 \| 5-9 \| 4255 \| \| 3827 \| 0-4 \| 3655 \| |        |             |       |        |        |       |          |
| Статево-вікова піраміда |        |             |       |        |        |       |          |
| Чоловіки | Вік    | Жінки       |       |        |        |       |          |
| 152 | 85 +   | 472         |       |        |        |       |          |
| 277 | 80-84  | 781         |       |        |        |       |          |
| 751 | 75-79  | 1800        |       |        |        |       |          |
| 1733 | 70-74  | 2702        |       |        |        |       |          |
| 2149 | 65-69  | 3295        |       |        |        |       |          |
| 2335 | 60-64  | 3497        |       |        |        |       |          |
| 1984 | 55-59  | 2579        |       |        |        |       |          |
| 2654 | 50-54  | 3189        |       |        |        |       |          |
| 3268 | 45-49  | 3387        |       |        |        |       |          |
| 4302 | 40-44  | 4286        |       |        |        |       |          |
| 3974 | 35-39  | 3963        |       |        |        |       |          |
| 4154 | 30-34  | 3950        |       |        |        |       |          |
| 4324 | 25-29  | 4152        |       |        |        |       |          |
| 4236 | 20-24  | 4156        |       |        |        |       |          |
| 4516 | 15-20  | 4388        |       |        |        |       |          |
| 4866 | 10-14  | 4629        |       |        |        |       |          |
| 4639 | 5-9    | 4255        |       |        |        |       |          |
| 3827 | 0-4    | 3655        |       |        |        |       |          |

Національний склад населення за даними перепису 2001 року:
| Національність | Кількість осіб | Відсоток |
| -------------- | -------------- | -------- |
| українці       | 111885         | 98,57 %  |
| росіяни        | 993            | 0,87 %   |
| білоруси       | 83             | 0,07 %   |
| поляки         | 68             | 0,06 %   |
| молдовани      | 44             | 0,04 %   |
| інші           | 435            | 0,38 %   |

Мовний склад населення за даними перепису 2001 року:
| Мова       | Кількість осіб | Відсоток |
| ---------- | -------------- | -------- |
| українська | 112118         | 98,78 %  |
| російська  | 953            | 0,84 %   |
| білоруська | 40             | 0,04 %   |
| молдовська | 30             | 0,03 %   |
| польська   | 11             | 0,01 %   |
| інші       | 356            | 0,31 %   |

Населення 113,6 тис. осіб, у тому числі міського — 41,5 тис. осіб. Щільність населення — 99 осіб/км².
Населення становить 115 135 (на 1 серпня 2013).

## ЗМІ
- З 1990 року функціонує друковане видання газета «Народна Воля» (засновники — Надвірнянська районна рада і трудовий колектив редакції газети).
- Розважально-просвітницьке мовлення здійснює телерадіокомпанія «Надвірна» (засновники — Надвірнянські районна та міська ради)[7].
- Районна газета безкоштовних оголошень "Вітрина Надвірної".

## Політика
25 травня 2014 року відбулися Президентські вибори України. У межах Надвірнянського району було створено 65 виборчих дільниць. Явка на виборах складала — 77,23 % (проголосували 62 307 із 80 680 виборців). Найбільшу кількість голосів отримав Петро Порошенко — 65,62 % (40 884 виборців); Юлія Тимошенко — 11,87 % (7 393 виборців), Олег Ляшко — 10,36 % (6 453 виборців), Анатолій Гриценко — 4,75 % (2 961 виборців), Олег Тягнибок — 3,38 % (2 108 виборців). Решта кандидатів набрали меншу кількість голосів. Кількість недійсних або зіпсованих бюлетенів — 1,00 %.

## Пам'ятки
На Надвірнянщині є 146 пам'яток різних епох — від часів кам'яної доби до пам'ятників, споруджених в наші дні. Є в районі і пам'ятки археології — від часів палеоліту до часів Київської Русі. В районі збереглись сліди могильників, відомих як Культура карпатських курганів, сліди стоянок і поселень кам'яної доби.

### Дерев'яні церкви

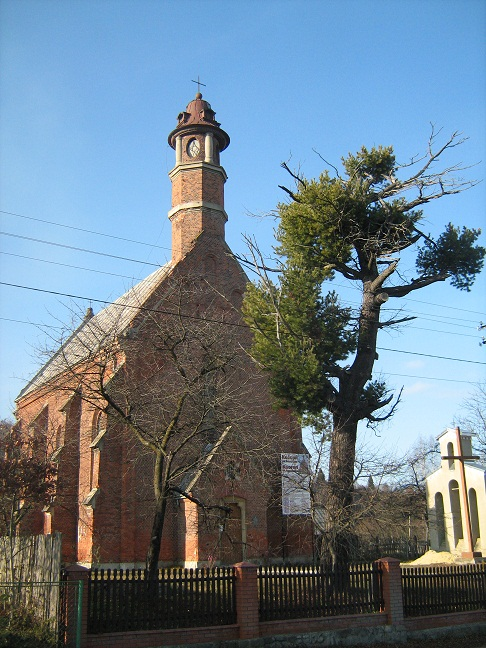
Костел св. Франциска (Делятин)

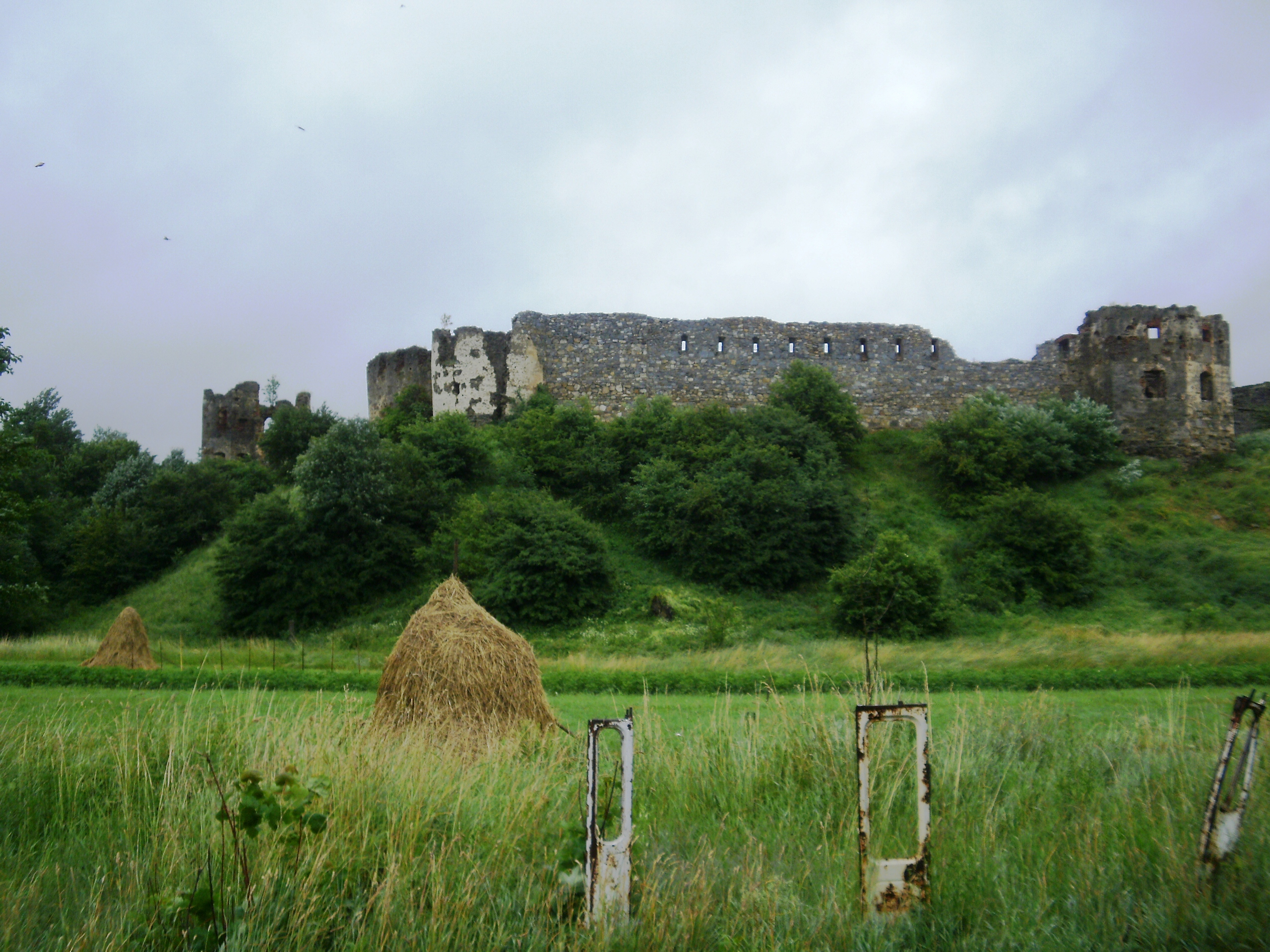
Пнівський замок

У Надвірнянському районі Івано-Франківської області на обліку перебуває 19 пам'яток архітектури.
- Різдва Пресвятої Богородиці (1785) — смт. Делятин
- Непорочного Зачаття Пресвятої Діви Марії (1746) — с. Білі Ослави
- Успіння Пресвятої Богородиці (1739) — с. Гвізд
- Святого Іоанна Хрестителя (1820) — с. Назавизів
- Святого Дмитрія (1835) — с. Білі Ослави
- Святого Юрія Переможця (1924) — с. Бистриця
- Покрови Пресвятої Богородиці (1943) — с. Заріччя
- Святого Миколая (1840) — с. Стримба
- Святої Параскеви (1700) — с. Камінне
- Святого Дмитрія (1796) — с. Зелена
- Святих Косми та Дем'яна (1800) — с. Лісна Тарновиця
- Святого Миколая (1819) — с. Гвізд
- Святого Архистратига Михаїла (1819) — с. Цуцилів
- Святого Миколая (1803) — с. Перерісль
- Святого Димитрія (1835) — с. Лоєва
- Святої Параскеви П'ятниці (1854) — с. Тисменичани
- Святого Василія Великого (1863) — с. Чорні Ослави
- Святої Параскеви П'ятниці (1928) — с. Фитьків
- Воздвиження Чесного Хреста (1835) — м. Надвірна
- Собору Пресвятої Богородиці (1895) — с. Добротів
- Святого Архистратига Михаїла (1803) — с. Чорний Потік
- Покрови Пресвятої Богородиці (1854) — с. Волосів
- Святого Архистратига Михаїла (1862) — с. Гаврилівка
- Святого Миколая Чудотворця (1876) — с. Глинки
- Святого Миколая Чудотворця (1906) — с. Верхній Майдан
- Покрови Пресвятої Богородиці (1912) — с. Саджавка
- Чуда Святого Архистратига Михаїла (1922—1925) — смт. Ланчин

## Персоналії
- Марія Дзюба — українська письменниця;
- Богдан Бенюк  — український актор;
- Микола Гобдич  — український хоровий диригент;
- Володимир Луців — бандурист, концертний співак-тенор;
- Жанна Готв'янська — актриса, народна артистка України.

## Галерея

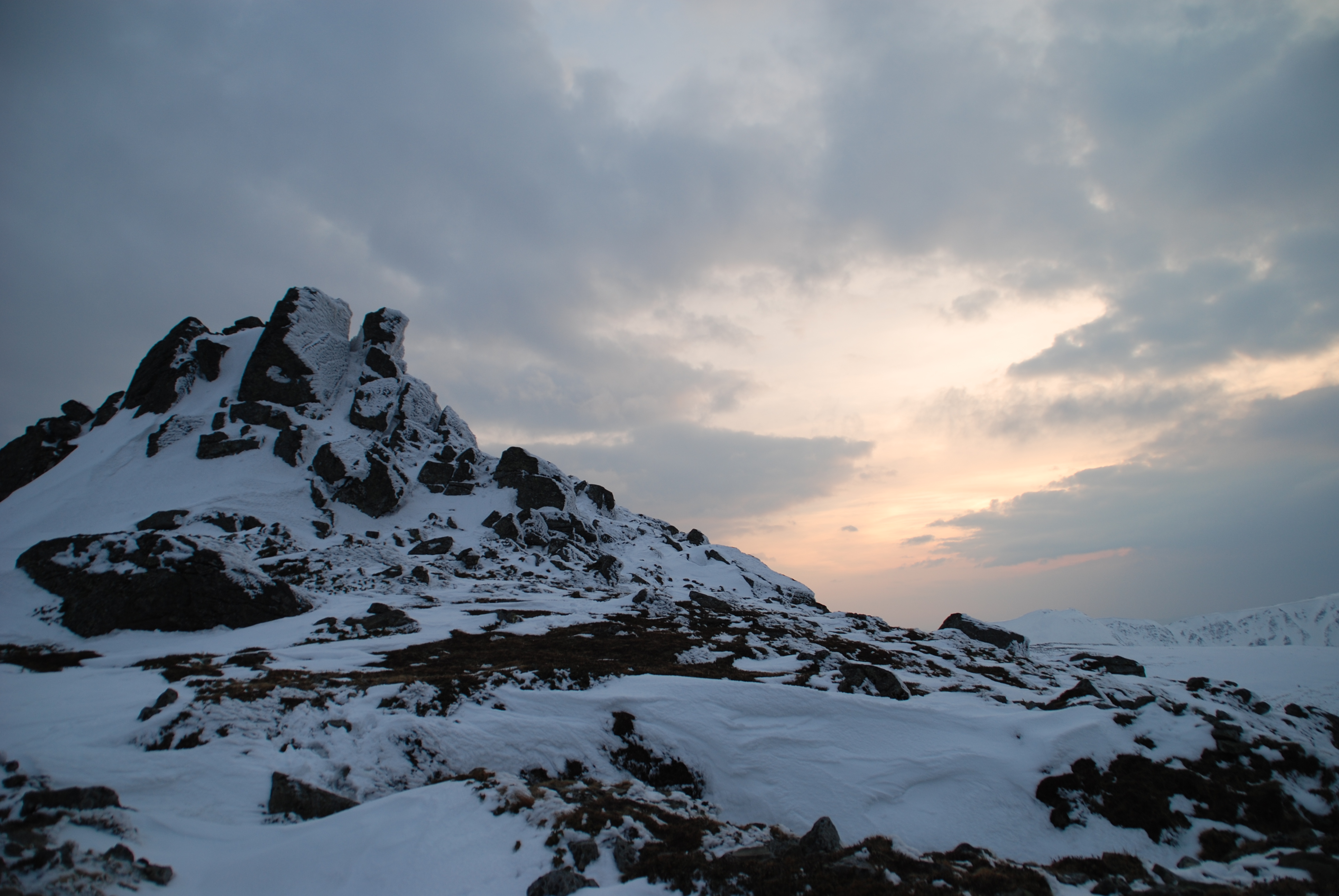
Смотрич
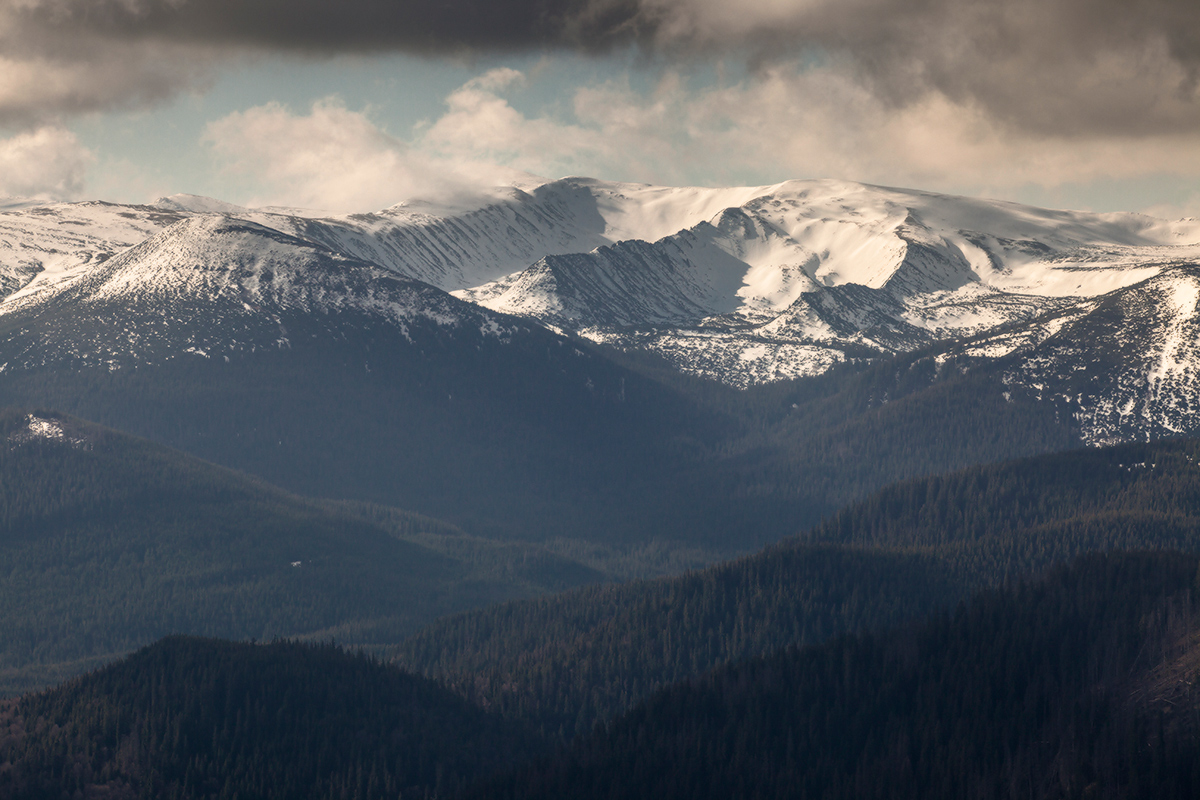
Гомул
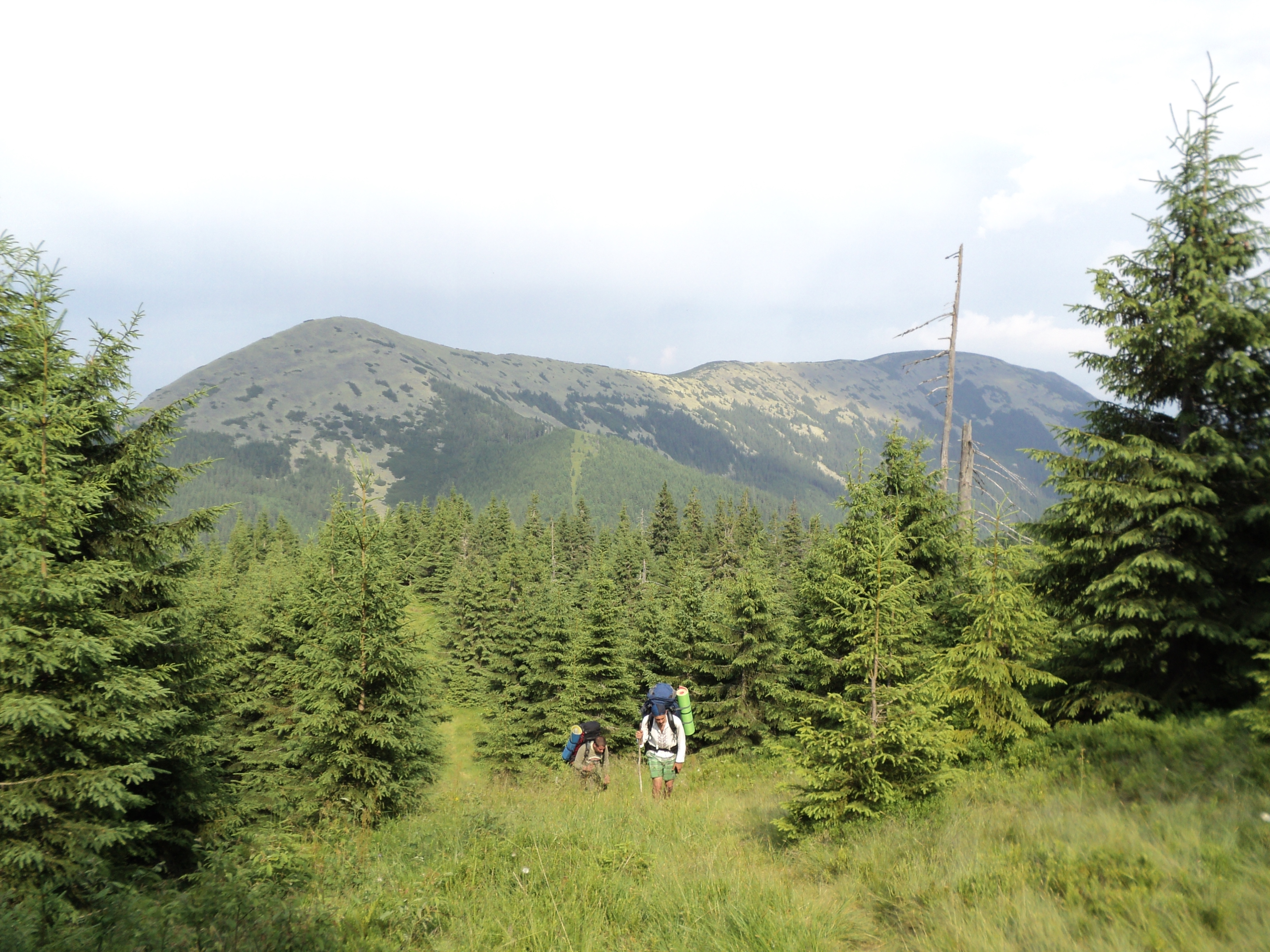
Синяк
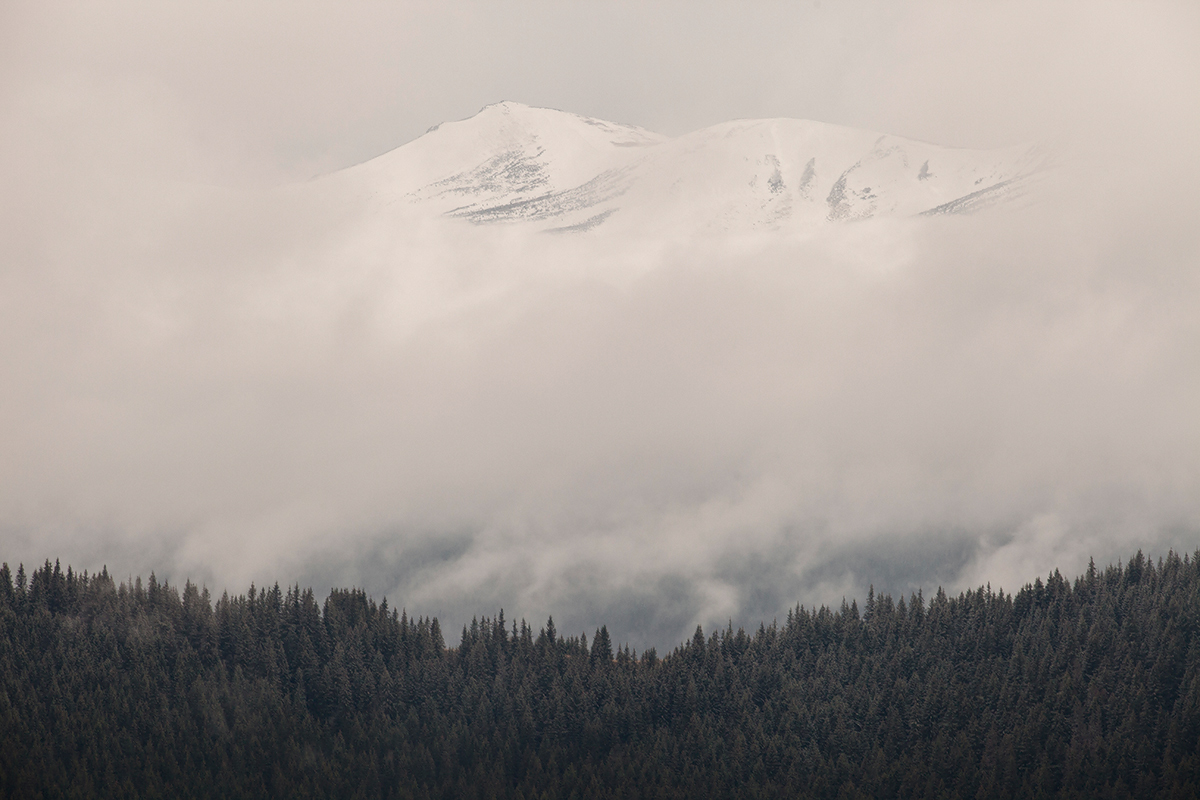
Карпатський національний природний парк